# Aeroportul Kayenta
Aeroportul Kayenta (IATA: MVM, FAA LID: 0V7) este un aeroport din Arizona, Statele Unite ale Americii ce deservește zona Kayenta⁠(d). Aeroportul a fost tranzitat în 2019 de 12 pasageri. A fost numit după zona deservită.
Situat la o altitudine de 1.734 m, aeroportul dispune de 1 pistă.

## Infrastructură

### Piste
Aeroportul dispune de o singură pistă. Pista 05/23 are suprafața de asfalt și dimensiunile 7.101 picioare × 75 picioare. 